# Peter Müllritter
Peter Müllritter (Grabenstätt, 2 agosto 1906 – Nanga Parbat, giugno 1937) è stato un alpinista, fotografo e regista austriaco, è stato uno dei migliori alpinisti del monte Chiemgau e ha contribuito alla risoluzione di numerosi problemi di arrampicata sulle sue pareti. Realizzò numerose prime ascensioni con Bechtold, Bogner, Merkl, Haslacher, Mitterer nelle Alpi di Berchtesgaden, Alpi del Chiemgau, Loferer Steinbergen, Wilder Kaiser, Dolomiti ma trovò la morte nella slavina del monte Nanga Parbat nel 1937.

## Biografia
Divenne noto soprattutto grazie alla sua partecipazione alla spedizione tedesca al Nanga Parbat del 1934, che arricchì con numerose documentazioni fotografiche e cinematografiche. Tre anni dopo Müllritter prese parte alla successiva spedizione alpinistica tedesca al Nanga Parbat del 1937 e la accompagnò anche con la sua macchina fotografica. L'accampamento degli alpinisti fu sepolto da una valanga nel giugno 1937, uccidendo tutti i sette membri della spedizione e nove sherpa. Il corpo di Müllritter non fu mai ritrovato. Le riprese del film di "Müllritter" sono state utilizzate nel documentario "Battle for the Himalayas".
Decenni dopo la sua morte, quasi 200 pagine del suo diario furono trovate sul ghiacciaio Rakhiot, "molte stracciate, alcune completamente mancanti". Ora è di proprietà della sezione del Club Alpino di Trostberg.

## Carriera alpinistica
- 1920 salita al Knittelhorn-camino sud, 2.015 m, (Alpi di Berchtesgaden)
- 1924 salita al Gurnwandkopf (Hochkienberg) - parete nord-ovest, V- grado di difficoltà, 1.692 m, (Alpi del Chiemgau)
- 1924 salita al Kleines Häuslhorn-parete sud, 2.227 m, (Alpi di Berchtesgaden)
- 1924 1ª salita al Kleines Mühljagdhorn-parete sud "Müllritter-Bogner-Bechtold-Merkl-Führe", 2.141 m, (Alpi di Berchtesgaden)
- 1925 1ª salita al Gurnwandkopf (Hochkienberg)-Torre nord-spigolo nordest, 1.692 m, (Alpi del Chiemgau)
- 1925 1ª salita all'Hintere Gamsfluss-parete nord, IV-V, 300 HM, 2.140 m, (Wilder Kaiser)
- 1925 1ª salita dell'Hörndlwand-Rötelmoosturm-spigolo nordest, V, 1.684 m, (Alpi di Berchtesgaden)
- 1925 1ª salita del Fünftes Sauhorn (Saurussel)-spigolo nord, 2.205 m, (Leoganger Steinberge)
- 1925 Grosses Fieberhorn-Diretto Spigolo Nord, 2.276 m, (Tennengebirge)
- 1926 Cima di Campido-Nordwestwand, 3.001 m, (Pala, Dolomiti)
- 1926 1ª salita  alle Torri (Campanile di Mezzo dei Lastei) - diretto spigolo sud, IV, 200 HM, 2.780 m, (Pala, Dolomiti)
- 1926 1ª salita alle Torri Lastei (Campanile di Mezzo dei Lastei) - parete nord, IV-V, 2.780 m, (Pala, Dolomiti)
- 1926 1ª salita alle Torri Lastei (Campanile Basso dei Lastei)-parete nord, IV-V, 2.720 m, (Pala, Dolomiti)
- 1926 1ª traversata delle Tre Torri Lastei, 2.780 m, (Pala, Dolomiti)
- 1926 salita del Grande Mühlrutschhorn-camino sud, 2.235 m, (Alpi di Berchtesgaden)
- 1926 1ª salita dell'Hörndlwand-diretta-spigolo nordovest, 1.684 m, (Alpi del Chiemgau)
- 1927 1ª salita del Großes Rothorn-versante nord "Rothornkante", 2.409 m, (Loferer Steinberge)
- 1928 1ª salita del Großes Mühljagdhorn- versante sud , 2.235 m, (Alpi di Berchtesgaden)
- 1930 1ª salita del Knittelhorn parete sud "camino", 2.015 m, (Alpi di Berchtesgaden)